# TT405
La tombe thébaine TT 405 est située à El-Khokha, dans la nécropole thébaine, sur la rive ouest du Nil, face à Louxor en Égypte.
C'est la tombe de Khenti, nomarque à la XIe dynastie (Première Période intermédiaire).